# Северьянов, Иван Васильевич
Иван Васильевич Северьянов (1923—1997) — советский военнослужащий, участник Великой Отечественной войны, командир отделения 705-го стрелкового полка 121-й стрелковой дивизии 60-й армии Центрального фронта, старший сержант. Герой Советского Союза.

## Биография
Родился 12 сентября 1923 года в деревне Лаптево (ныне — Западнодвинского района Тверской области) в семье крестьянина. Русский. Член ВКП(б)/КПСС с 1945 года. Окончил 10 классов. Работал трактористом на Двинской МТС.
В Красной Армии с 1941 года. В действующей армии с апреля 1942 года.
Командир отделения 705-го стрелкового полка комсомолец старший сержант Иван Северьянов отличился в августе 1943 года, участвуя в боях за освобождение города Рыльска Курской области. Продвижению подразделений советских войск мешал огонь двух пулемётов. Вброд по речке бесстрашный воин подобрался к одному из пулемётов и уничтожил его расчёт. В короткой схватке с врагом он был ранен, но, собрав силы, под огнём противника подобрался ко второму пулемёту врага, ликвидировал его расчёт и открыл огонь по оборонявшемуся противнику. Советские части получили возможность продвинуться вперёд.
27 сентября 1943 года, командуя взводом, старший сержант Северьянов И. В. переправился через реку Днепр у села Глебовка Вышгородского района Киевской области Украины, захватил двух пленных, которые дали ценные сведения.
Указом Президиума Верховного Совета СССР от 17 октября 1943 года за образцовое выполнение боевых заданий командования на фронте борьбы с немецко-фашистским захватчиками и проявленные при этом мужество и героизм старшему сержанту Северьянову Ивану Васильевичу присвоено звание Героя Советского Союза с вручением ордена Ленина и медали «Золотая Звезда».
В 1945 году воин окончил Саратовское танковое училище, а в 1957 году — Военно-воздушную академию. С 1966 года полковник Северьянов И. В. — в запасе, а затем в отставке.
Жил в городе-герое Москве. До ухода на заслуженный отдых работал начальником управления дорожного хозяйства и благоустройства Тушинского района. Умер 13 октября 1997 года. Похоронен в Москве, на Кузьминском кладбище.
Награждён орденами Ленина, Отечественной войны 1-й степени, «Знак Почёта», медалями.